# Antoni Cortina Farinós
Antoni Cortina Farinós (Almàssera, 16 de febrer de 1841 - Madrid, 6 de novembre de 1890) va ser un pintor valencià.

## Biografia

### Primers anys
Va rebre les aigües baptismals el 17 de febrer de 1841, segons consta en el certificat de la partida de baptisme de l'església parroquial d'Almàssera, temple que ell mateix decoraria anys més tard. Els seus pares, Antonio Cortina i Maria Farinós, llauradors, de xiquet el feien anar a recollir fems, per abonar la terra, als carrers de la ciutat de València, per la qual cosa va adquirir el sobrenom del femateret o el femater, remarcant per sempre els seus orígens humils. Després de la seua faena, acudia a l'estudi de l'escultor Rafael Alemany, per la qual cosa es va iniciar des de molt jove en la pràctica artística. A partir dels deu anys va començar a assistir a l'Acadèmia de Belles Arts de Sant Carles de València.
Va ser descobert per Antonio Marzo Pardo, professor d'aquesta escola, a causa de la fama que havia adquirit com a dibuixant amb carbó als carrers i parets de les cases del seu poble, per a disgust dels seus veïns, com recull el diari Las Provincias de l'època. Va visitar els seus pares i va saber que a Almàssera era ja famós per l'afició al dibuix, que vehiculava tot pintant ninots a les parets emblanquinades de les façanes de les cases i les barraques.

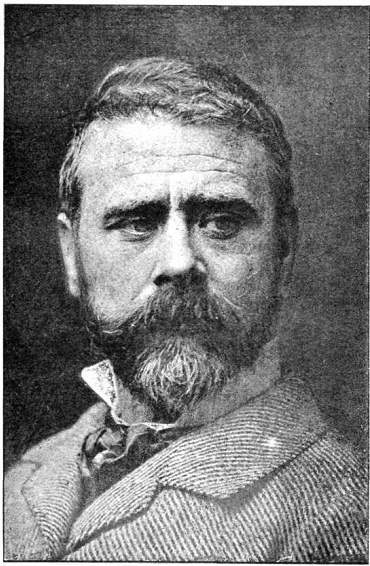
Retrat d'Antonio Cortina, publicat en 1891 a La Ilustración Ibérica.

A més d'Antonio Mazo, va rebre també el suport del mateix director de l'Acadèmia de Belles Arts de Sant Carles, Joan Dordà. Posteriorment, el 1856, el professor Luis Gonzaga del Valle va sol·licitar i va obtenir per a ell una pensió de 3.000 reals de l'ajuntament de València per als seus estudis superiors, i una altra ajuda de la mateixa Acadèmia. Així doncs, Antoni Cortina va cursar estudis a l'Acadèmia de Belles Arts de Sant Carles des d'aquell mateix any de 1856 fins al 1862.

### Carrera artística
En 1858, va presentar a l'Exposició Nacional de Belles Arts de Madrid un bust en guix, retrat de Juan Plaza; era una incursió en l'escultura i mostrava el seu caràcter de creador polifacètic que l'acompanyarà en la seua carrera: inclús com a dissenyador de falles, on va destacar com un innovador en aquest camp, com la que va instal·lar el 1880 a la plaça del Tossal. Era una crítica dels peteneros amb un grup de cantadors actuant en un cafè cantant.

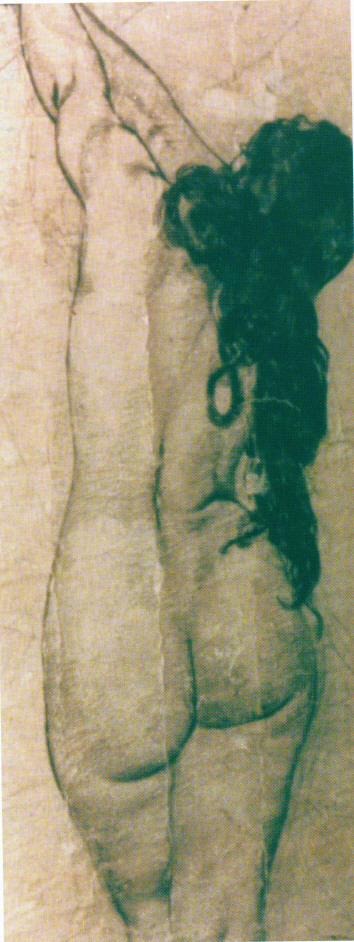
Nu (1887), dibuix de Cortina.

En la seua trajectòria artística, Antoni Cortina va guanyar premis i condecoracions. En 1867, per l'esbós La conquesta de València pel Rei En Jaume va obtenir la Medalla de Plata de l'Exposició Regional de València, organitzada per la Societat Econòmica d'Amics del País en els locals de l'antic convent de Sant Joan de la Ribera. Anys després, el 1872, va guanyar la Medalla d'Or de l'Exposició de Belles Arts de l'Ajuntament de València per un quadre a l'oli, de què no es coneixen més referències.
La seua valoració artística i social —que va quedar especialment palesa després de la seua mort en les publicacions de l'època— va començar ja a reconèixer-se l'any 1877, quan va ser nomenat soci honorari de l'Ateneu Científic i Literari de València, entitat en la qual va arribar a exercir el càrrec de president de la Secció de Belles Arts durant el curs 1878/79. Entre el seu cercle d'amistats es trobaven artistes com Ignasi Pinazo i Camarlench, Francesc Domingo Marqués, Joaquim Agrasot, Emili Sala, Marià Garcia i Mas i Joan Peyró Urrea. Joaquim Sorolla li va posar el malnom de tragallibres, a causa del seu gran interés per la lectura, en el discurs d'accés de Cortina a la plaça d'acadèmic de nombre de la Reial Acadèmia de Belles Arts de San Fernando de Madrid.
En 1884 va obtenir la segona Medalla de Plata per un retrat a l'oli per a l'Exposició Regional de València, celebrada als Jardins del Real de la ciutat de juliol a octubre. Aquest mateix any va ser nomenat secretari de la Junta Facultativa de Professors de l'Escola de Belles Arts, en la qual realitzava tasques de professor sense cap remuneració fins eixe moment. Per aquelles dates li va ser expedit el títol d'ajudant de la càtedra de dibuix lineal a l'Escola de Belles Arts de València, que havia obtingut per oposició. El 24 de març de 1890, Cortina va presentar la sol·licitud per a concursar a la càtedra com a professor interí de la plaça de segon curs de dibuix lineal (detalls d'arquitectura i adorn) de l'Escola Provincial de Belles Arts de València, plaça que havia quedat vacant després de la mort de l'anterior professor numerari Rafael Berenguer i Condé. Hi va al·legar al seu favor l'experiència de sis anys com a professor ajudant, així com el seu càrrec a la Junta Facultativa i diverses substitucions realitzades en altres assignatures.
En altre ordre de coses, Cortina va organitzar i va dissenyar cavalcades i carros, principalment per a la Fira de juliol de València. En els seus últims anys va realitzar també escultura en fang i altres obres pictòriques com a decorador, aspecte aquest últim en què va ser un autor destacat. Entre aquelles decoracions sobresurten les pintures de la sala principal del Gran Cafè d'Espanya, en les obres dirigides per Carmel Lacal i Sorlí, íntim amic de Cortina, i al saló Oriental del Cafè de París, que al cap d'un temps va passar a convertir-se en el Restaurant Continental situat a la Plaça de la Reina. També ocorreria a altres locals i cases particulars, com la del fotògraf Antonio García Peris, sogre de Sorolla; aquestes pintures actualment formen part de la col·lecció pictòrica de l'Ateneu Mercantil de València. Pel que fa a les decoracions religioses, va realitzar les pintures de l'església de la Beneficència, les llunetes de l'església del convent, de religioses del Cister, de la Saïdia i la cúpula de Sant Bartomeu, totes a la ciutat de València, i una Immaculada Concepció per a la de Burjassot, el Salvador de la d'Almàssera i els frescs de l'ermita de sant Roc d'Oliva.

### Vida familiar
Va contraure matrimoni el 15 de setembre de 1875 a la parroquial de Sant Miquel de la ciutat de València amb Francisca García de Mora i Belenguer, òrfena i filla única des de 1860 del veterinari Francisco García de Mora. Francisca va fer diverses vegades de model per als quadres de Cortina. Es van instal·lar a la finca propietat de la mare de Francisca, Mariana Belenguer Gil, de professió guantera, al carrer Cavallers, núm 62. Del matrimoni van néixer quatre fills, Antonio, Francisco, Julio, que va morir amb tres mesos el 1883, i María Asunción. D'ells, Francisco va seguir els passos de son pare.

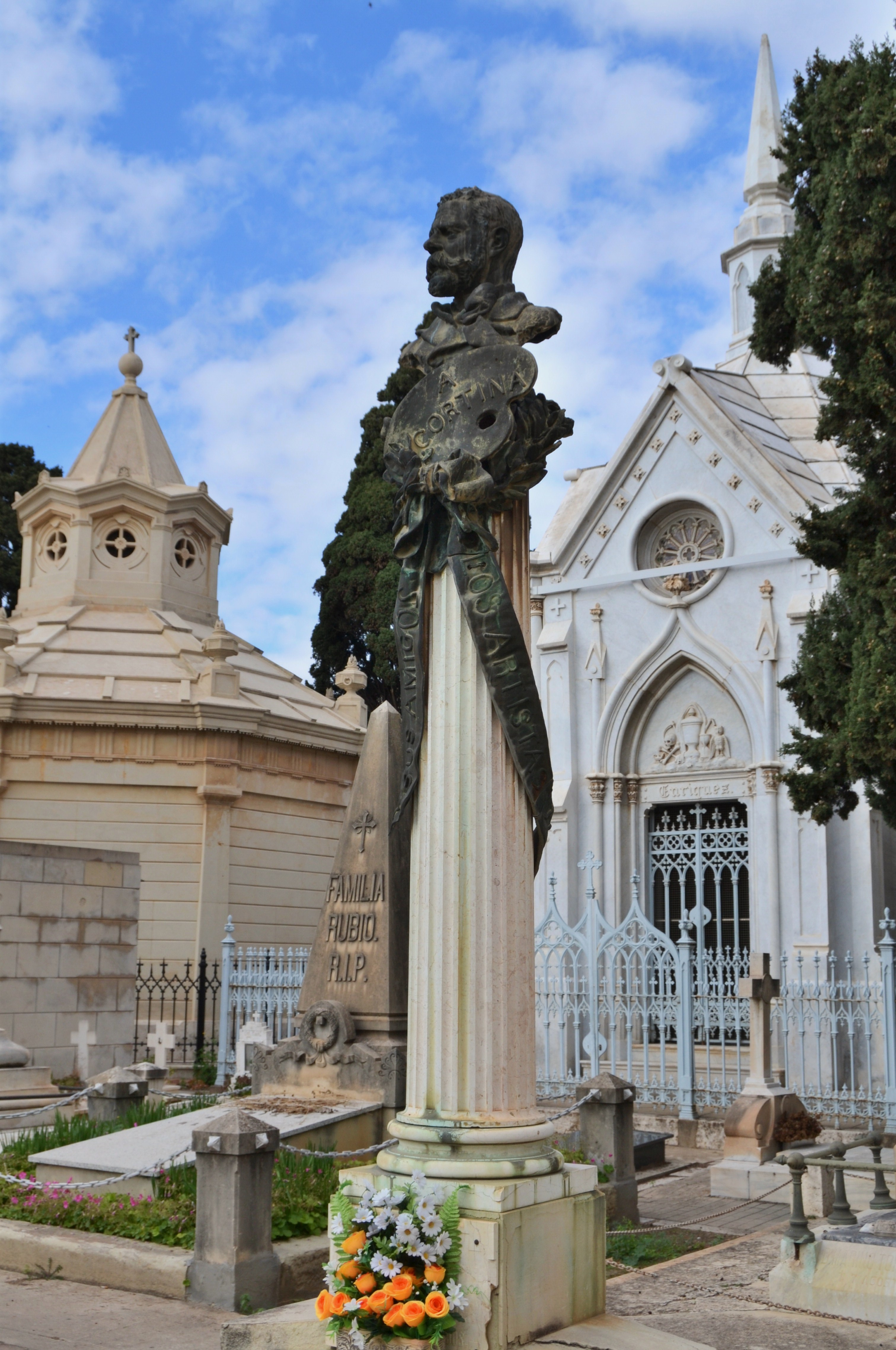
Panteó d'Antonio Cortina en el Cementeri General de València, projecte d'Antonio Martorell Trilles.

Antoni Cortina va morir a Madrid el 6 de novembre de 1890, on havia acudit per intentar aconseguir la càtedra de dibuix lineal de segon curs, de l'escola provincial de Belles Arts de València. La seva mort sobtada va constituir un misteri, el cadàver va ser trobat en unes golfes del carrer de la Palma, núm 55. En els diaris de l'època es deia que li faltaven «el rellotge i els diners», l'informe forense va certificar la mort per congestió cerebral. Va rebre sepultura a Madrid el 8 de novembre de 1890, després de l'autòpsia. Els funerals es van fer a València el 22 de novembre a la capella de la Beneficència, decorada per a l'ocasió per Joaquín Agrasot, Joan Peyró Urrea, Benavent i García Mas. Aquell mateix dissabte es van exposar en l'exposició permanent del Centre Artístic totes les obres de Cortina que van poder reunir-se, unes quaranta, de temàtiques diverses, com pintura religiosa, de gènere i monumental, dibuixos a llapis, carbó i aiguada, el retrat de la seua sogra, el del Sr. Menaut, un Sant Francesc, una llauradora i altres, per subhastar-los i donar la recaptació a la família. Aquestes obres van ser adquirides, entre d'altres, per José Puig Martí, Carmel Lacal, Antonio Blasco, Octavio Jarque, Antonio Fierros, Antonio Pinto, Benito Fierros, Aurelio Querol, Joaquín Agrasot, Francisco Brugada, Germán Gómez, etc.
El 8 de juny de 1897, les seues restes van ser traslladades a València i dipositades al panteó que els seus amics van aixecar al Cementeri General de València. El terreny va ser cedit a l'efecte per l'Ajuntament de València.

## Obres
Els cronistes de la seua època i els seus biògrafs, com Vicent Boix, van destacar d'entre les seues obres La tempesta i L'apoteosi de la conquesta de València, pintat ajudant al mestre Salustiano Asenjo, un quadre de grans dimensions que figura al Palau del Marqués de Dos Aigües. Una de les seues obres més valorades en la premsa noucentista és la figura de la Primavera que decorava el sostre del menjador de la casa del fotògraf Antonio García Peris, sogre de Sorolla.

### Galeria

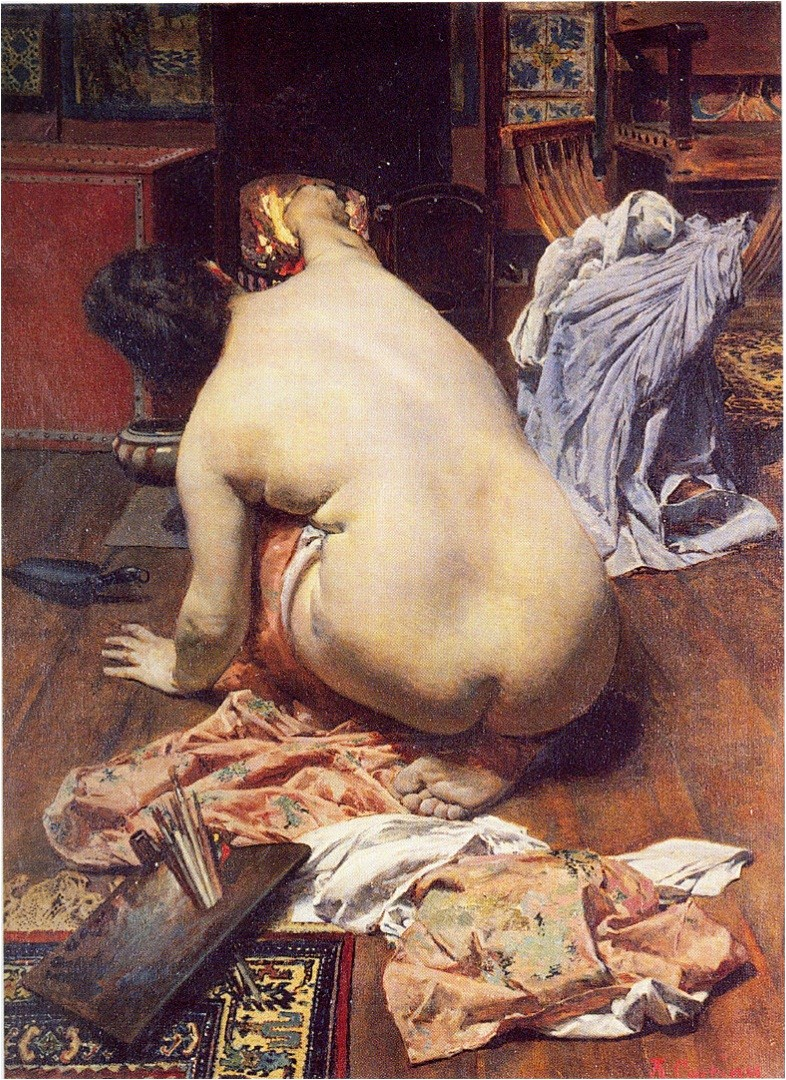
El descans de la model (1890)
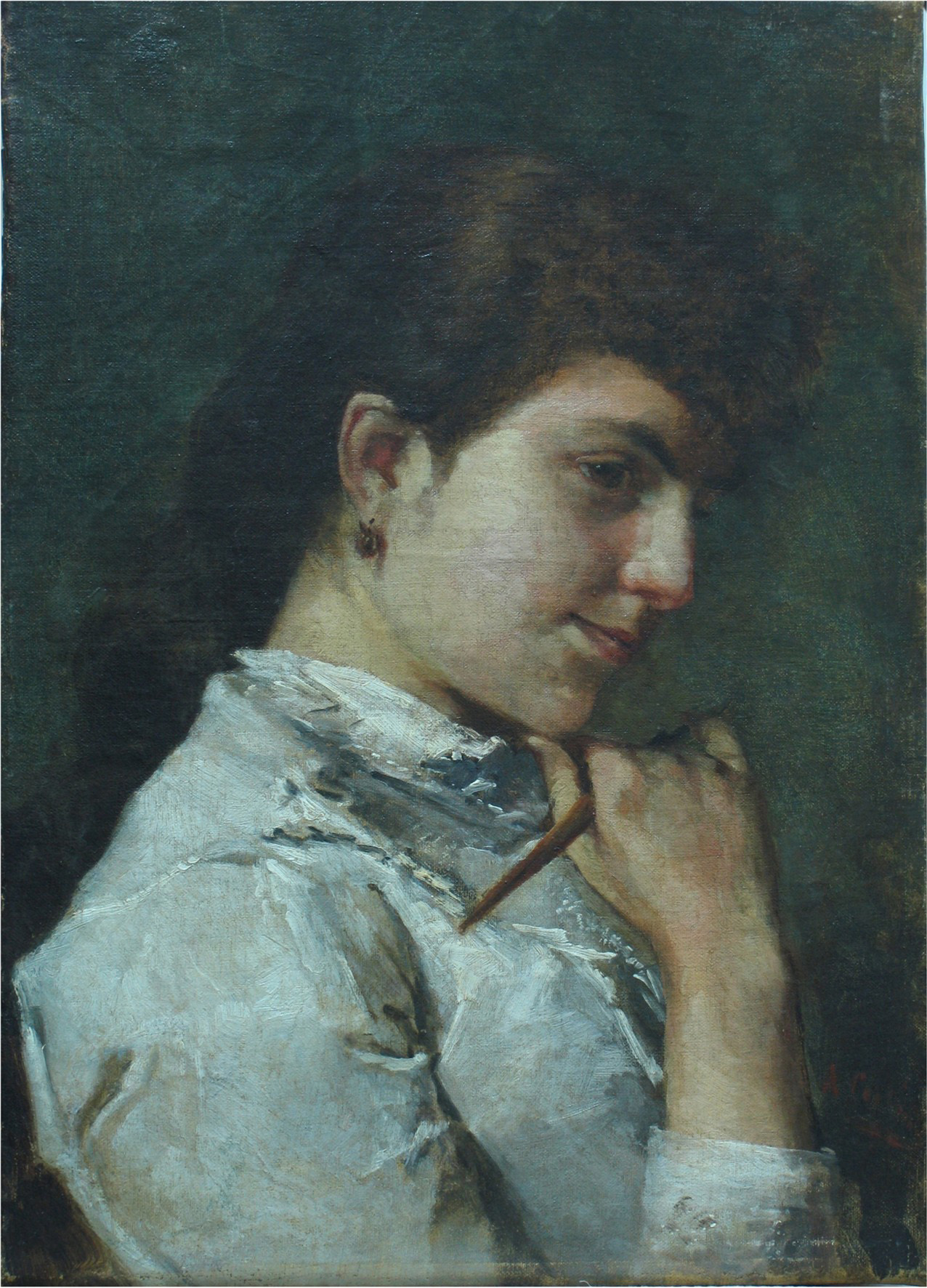
La model del pinzell (1890)
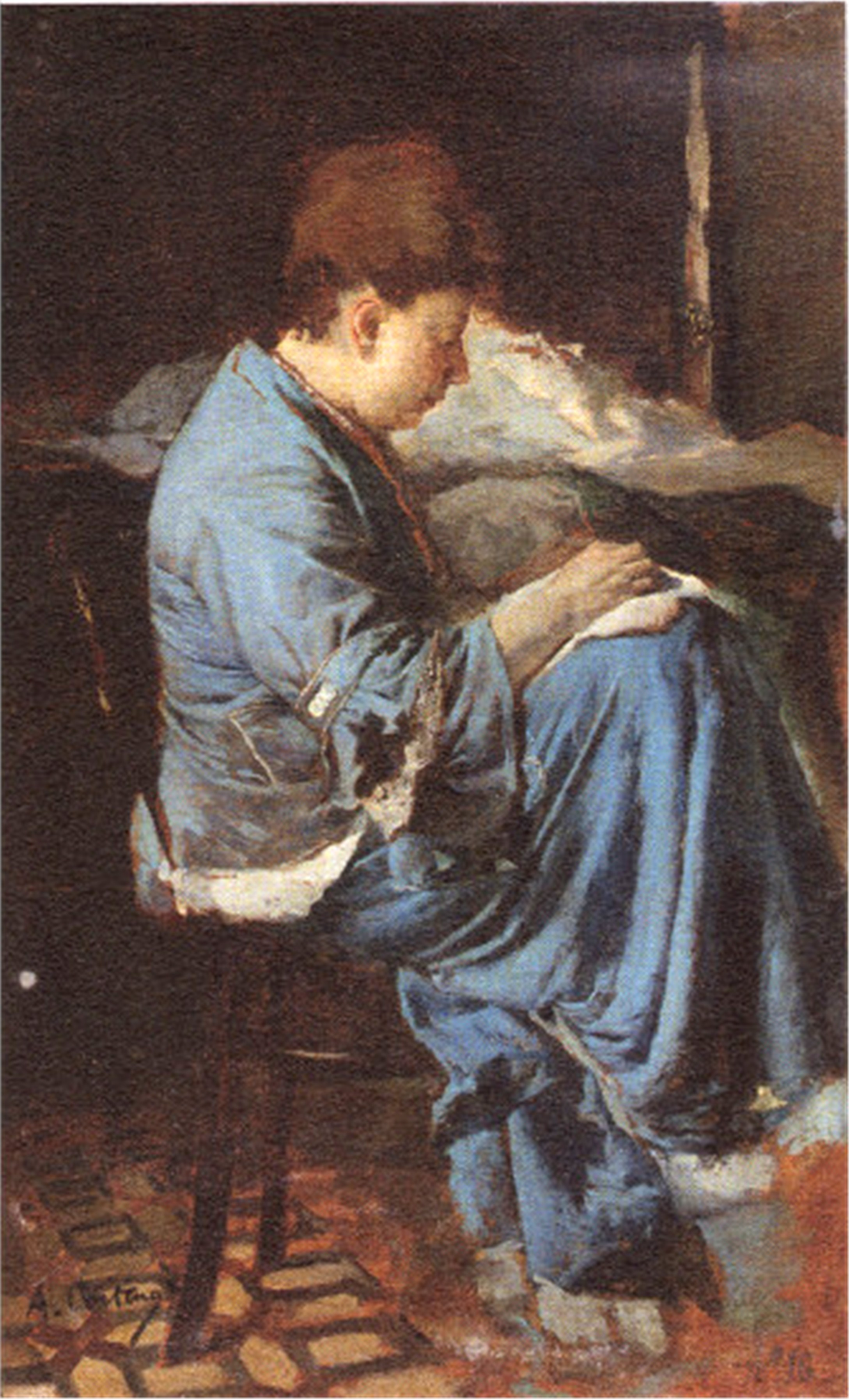
Dona cosint (1888)
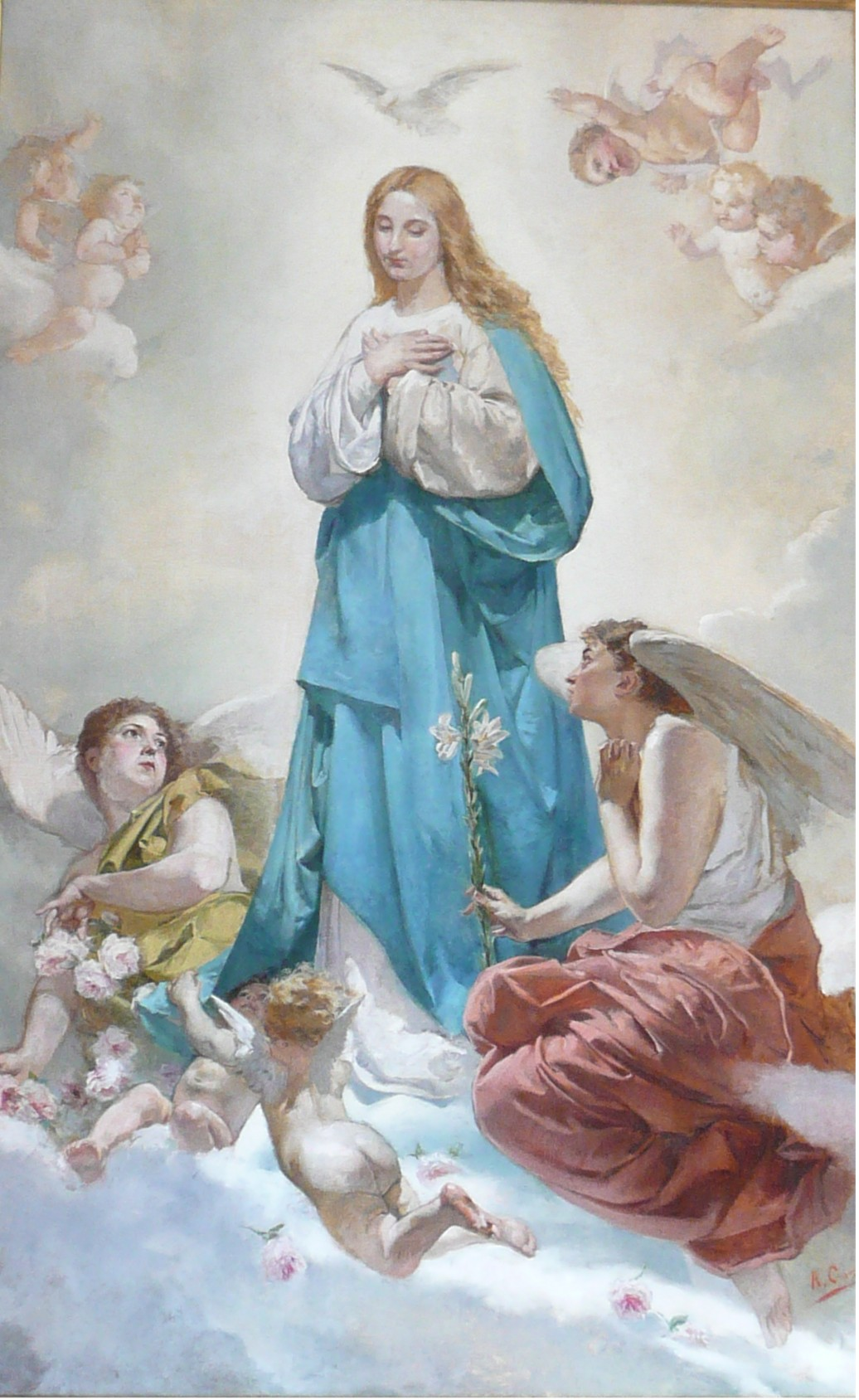
Immaculada Concepció (1876)
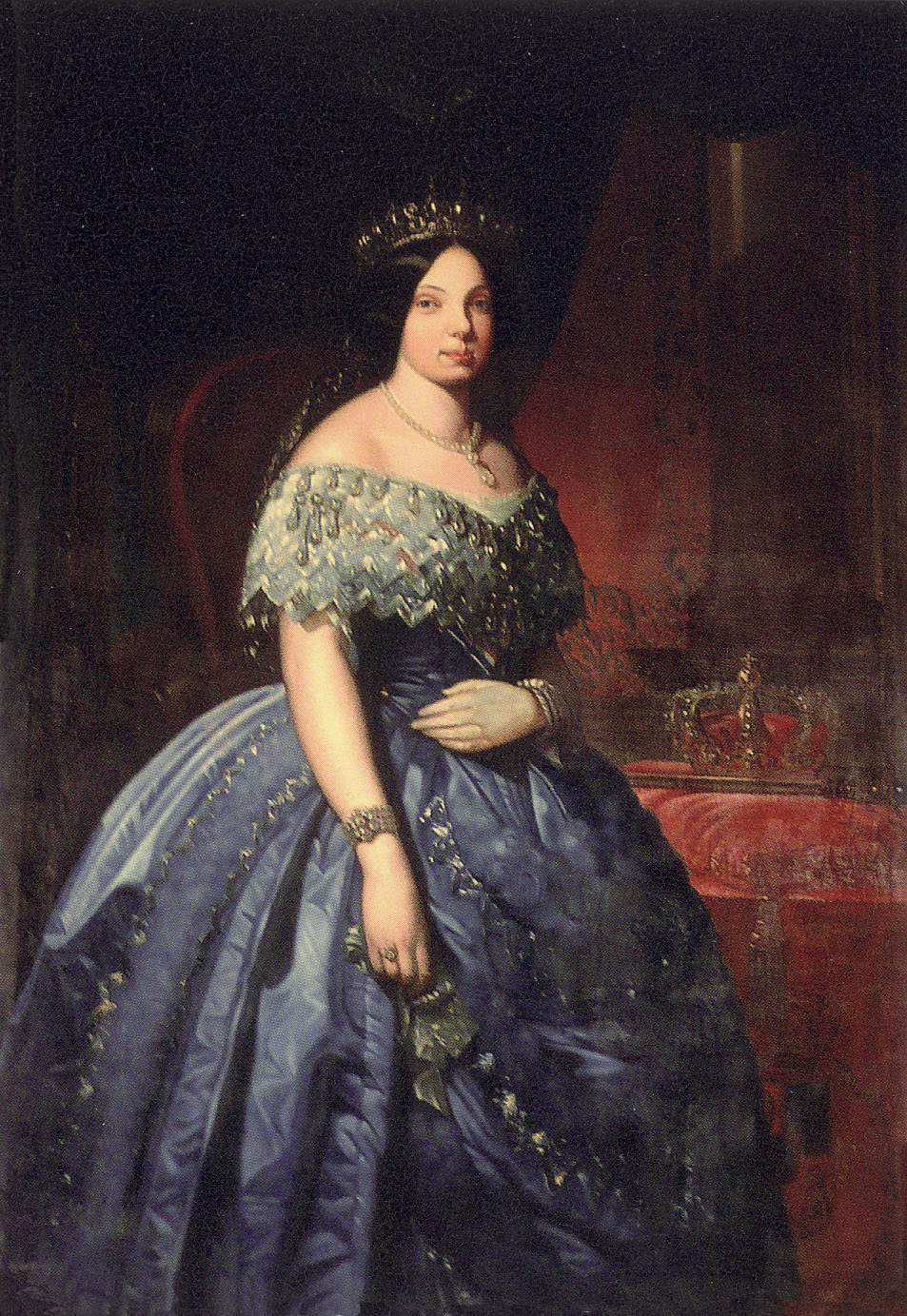
Isabel II (1859) (còpia de pintura de José Romá). Palau de Cervelló de València.